# آمازون‌ها (فیلم ۱۹۸۶)
آمازون‌ها (انگلیسی: Amazons) یک فیلم صامت آرژانتینی در سبک فانتزی و ماجراجویی به کارگردانی الکس سسا است که در سال ۱۹۸۶ منتشر شد.